# Scincella schmidti
Scincella schmidti — вид сцинкоподібних ящірок родини сцинкових (Scincidae). Ендемік Китаю. Вид названий на честь американського герпетолога Карл Паттерсона Шмідта.

## Поширення і екологія
Scincella schmidti відомі за типовим зразком, зібраним в горах Вашань на території провінції Сичуань.